# Leavenworth (Indiana)
Pour les articles homonymes, voir Leavenworth.
Leanvenworth est une commune étatsunienne située dans le canton de Jennings (en), comté de Crawford, dans l'État américain de l'Indiana. Sa population était de 238 habitants au recensement de 2010.
Sur le territoire de cette commune s'ouvrent les grottes de Wyandotte (en).